# Chieveley
Chieveley är en ort och civil parish i Storbritannien.   Den ligger i kommunen West Berkshire i riksdelen England, i den södra delen av landet, 80 km väster om huvudstaden London. Chieveley ligger 126 meter över havet och antalet invånare är 2 890.
Terrängen runt Chieveley är platt. Runt Chieveley är det ganska tätbefolkat, med 207 invånare per kvadratkilometer. Närmaste större samhälle är Newbury, 6,7 km söder om Chieveley. Trakten runt Chieveley består till största delen av jordbruksmark.